# Сингеніт
Сингеніт — рідкісний мінерал, водний сульфат калію й кальцію острівної будови.

## Назва
Сингеніт був відкритий у 1871—1872 роках у Прикарпатті, яке на той момент входило до складу Австро-Угорської імперії. Асистент (а згодом і професор) університету в Празі К. Врба отримав зразки кристалів солей із Калуша для колекції музею університету. У 1872 році мінералог і кристалограф В. Зефарович описав ці зразки як новий мінеральний вид під назвою сингеніт (від грец. συγγευής, сингенез — подібний). Назва була дана через подібність мінералу за хімічним складом та іншими ознаками до полігаліту — водного сульфату калію, кальцію і магнію.
Майже в той самий час, у 1871—1872 роках, професор геометрії Віденського технічного університету Р. Нємчик передав для дослідження декілька зразків кристалів солей з Калуша мінералогу кристалографу Я. Румфу, який їх описав як новий мінеральний вид під назвою калушит теж у 1872 році. Різниця в часі досліджень мінералу і публікацій про нього в декілька місяців визначила пріоритет назви сингеніт.

## Опис
Хімічна формула: K2Ca(SO4)2∙H2O. Містить (%): K2O — 28,6; CaO — 17,1; SO3 — 48,8; H2O — 5,5.
Сингонія моноклінна. Призматичний вид. Утворює призматичні, сплюснуті кристали, кристалічні кірочки і пластинчасті агрегати. Двійники зростаюься по {100}. Спайність по {110} і {100} досконала, по {010} ясна. Мінерал безбарвний, злегка жовтуватий, молочно-білий; прозорий до напівпрозорого. Блиск скляний. Злом раковистий. Частково розчиняється у воді.
Утворюється переважно в умовах невисоких температур (40°С — 70°С) як вторинний мінерал в результаті дії розчинів, збагачених KCl i K2SO4, на ангідритові й галітові солі. Сингеніт можна штучно отримати шляхом дії розчину K2SO4 на гіпс. Він також міститься у затверділому цементі, який має відносно значну кількість калію.
У структурі сингеніту, ланцюжки, сформовані поліедрами кальцію, зшиваються тетраедрами сульфатних груп у листи паралельні [100]. У просторі між листами розміщені катіони калію.

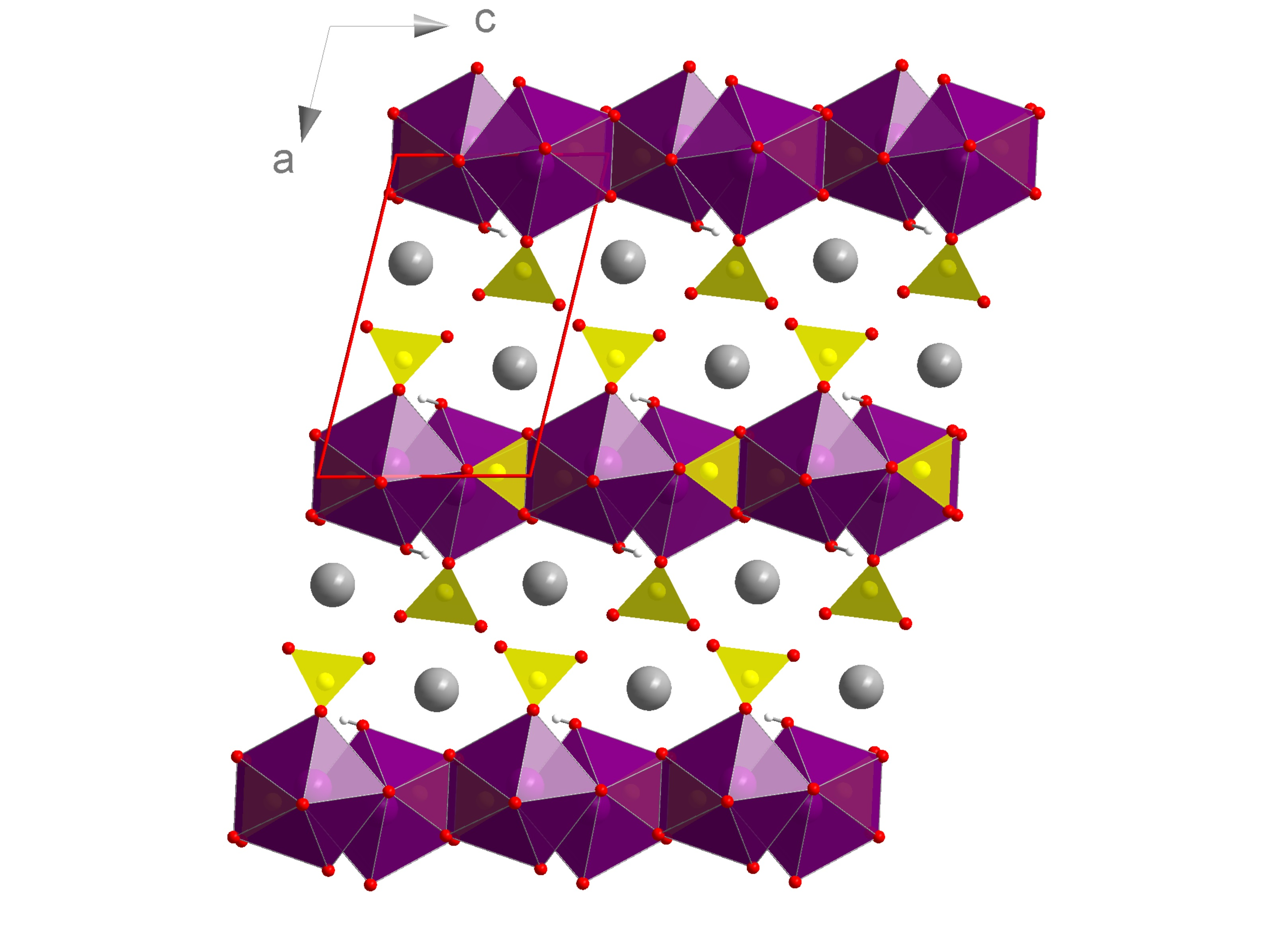
Структура сингеніту. Атоми гідрогену — білі, оксигену — червоні, сульфуру — жовті (тетраедри), калію — сірі, кальцію — фіолетові (поліедри). Червоні лінії — межі елементарної кристалічної комірки.

## Розповсюдження
Сингеніт є досить рідкісним мінералом. Існують окремі рудопрояви є у Німеччині (Тюрингія), Італії, Франції, Австралії, Ботсвані, Китаї (провінція Хубей) проте в прикарпатських соляних покладах (Калуш, Моршин, Стебник) він зустрічається відносно часто, де його знаходячись в асоціації з іншими мінералами — галітом, сильвіном, мірабілітом і глазеритом та гіпсом. Кристали сингеніту в прикарпатських родовищах досягають 3-5 см, а іноді 14 см завдовжки.
Зустрічається як продукт вулканічної діяльності у вигляді нальотів на лаві в кратері Халеахала (Гавайські острови), в порожнинах порід, утворених під час виверження Везувію в 1906 році, на Камчатці.
Також зустрічається в евапоритових відкладах як діагенетична фаза. Може асоціюватися і з біфосфамітом, афтиталітом, монетитом, вітлокітом, урицитом, брушитом.